# Steinbach (Haut-Rhin)
Steinbach ist eine französische Gemeinde mit 1357 Einwohnern (Stand 1. Januar 2022) im Département Haut-Rhin in der Region Grand Est (bis 2015 Elsass). Sie gehört zum Arrondissement Thann-Guebwiller und zum Kanton Cernay. Bis auf den Südosten ist das Gemeindegebiet Teil des Regionalen Naturparks Ballons des Vosges.

## Geografie
Die Gemeinde Steinbach liegt am Fuß der Vogesen, etwa 17 Kilometer nordwestlich von Mülhausen. Das Siedlungsgebiet der Gemeinde erstreckt sich im Tal des Thur-Nebenflusses Erzenbach und geht im Südosten nahtlos in das der Stadt Cernay über. In Richtung Nordwesten steigt das bewaldete Gelände steil an; der Becherkopf ist mit 922 m über dem Meer die höchste Erhebung im Gebiet der Gemeinde.
Nachbargemeinden von Steinbach sind Uffholtz im Nordosten, Cernay im Süden, Vieux-Thann im Südwesten, Ammertzwiller im Süden, Thann im Westen, sowie Bitschwiller-lès-Thann im Nordwesten (Berührungspunkt).

## Bevölkerungsentwicklung
| Jahr      | 1962 | 1968 | 1975 | 1982 | 1990 | 1999 | 2007 | 2017 |
| Einwohner | 827  | 904  | 1031 | 1186 | 1149 | 1272 | 1301 | 1360 |

## Sehenswürdigkeiten
- Kirche St. Morandus (Église Saint-Morand)
- Kapelle St. Morandus außerhalb des Dorfes

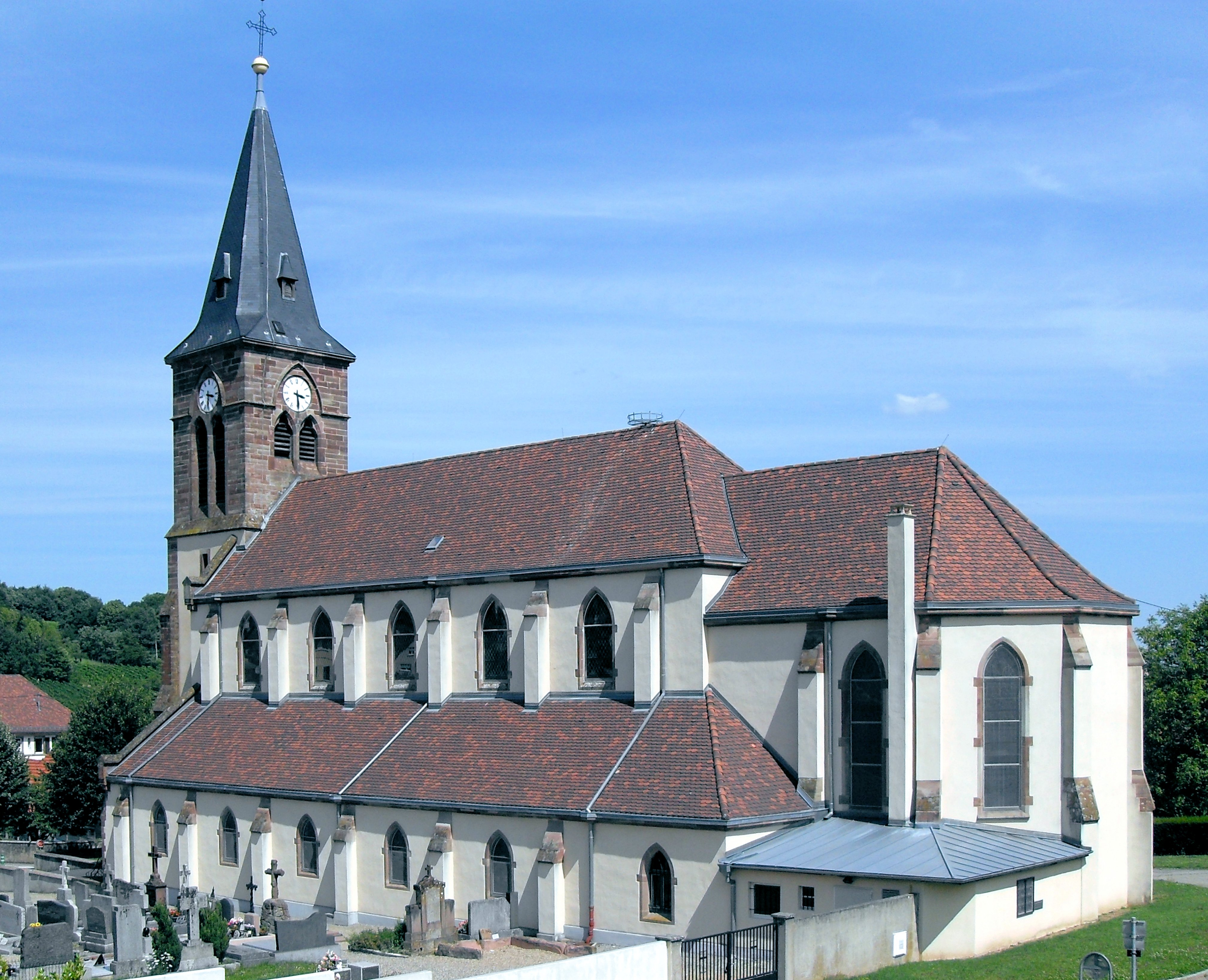
Westseite der Kirche
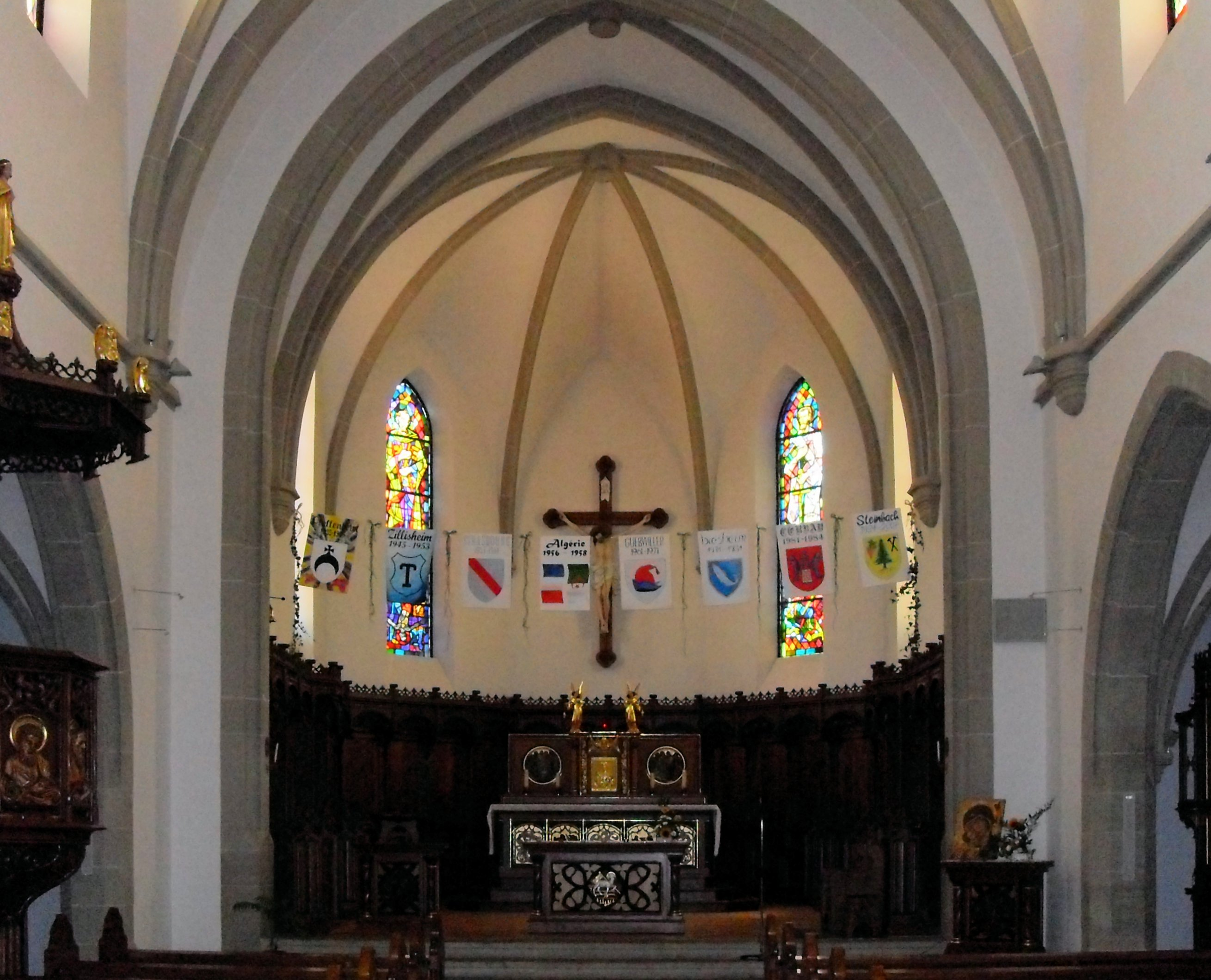
Innenansicht der Kirche
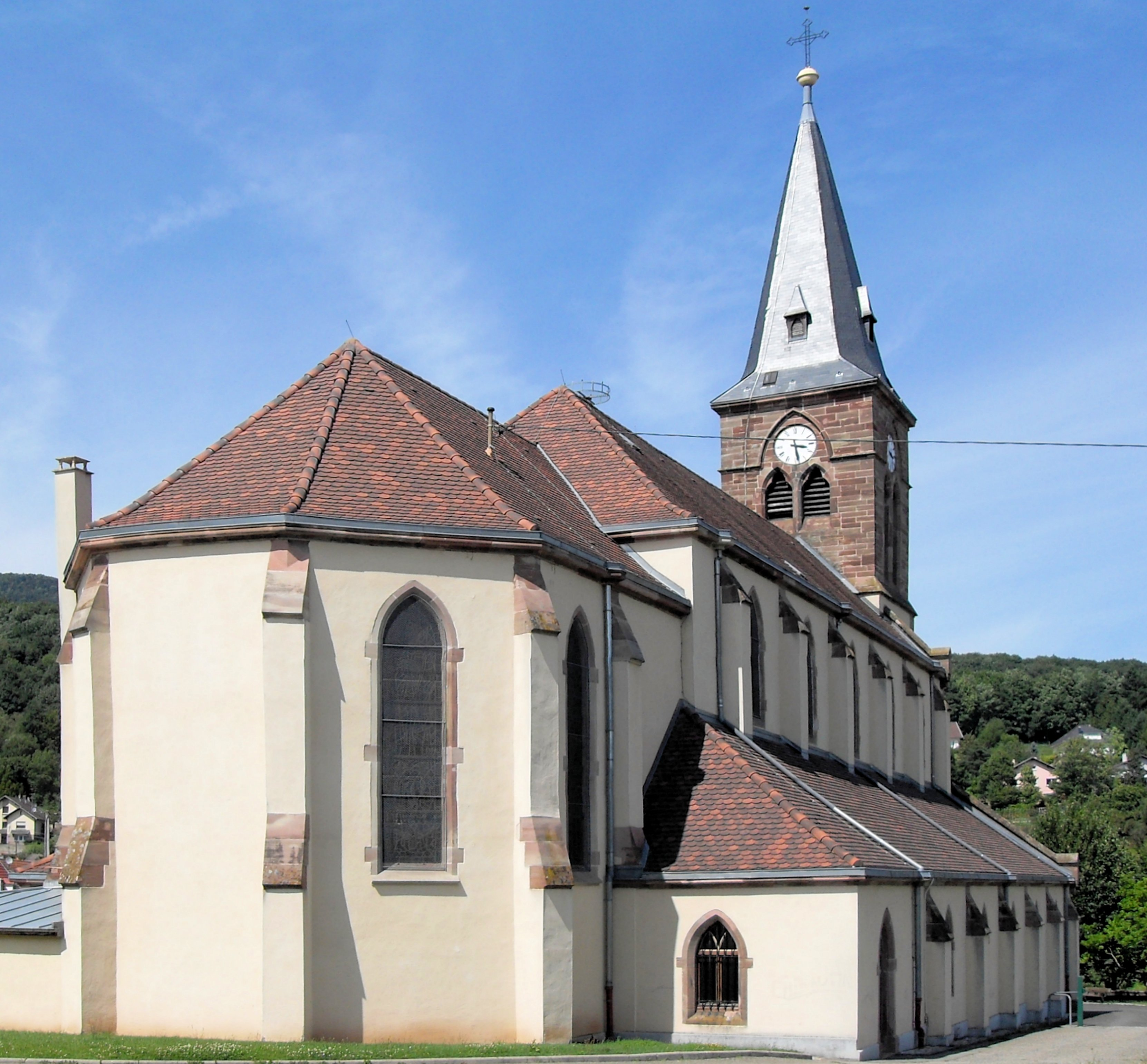
Südseite der Kirche
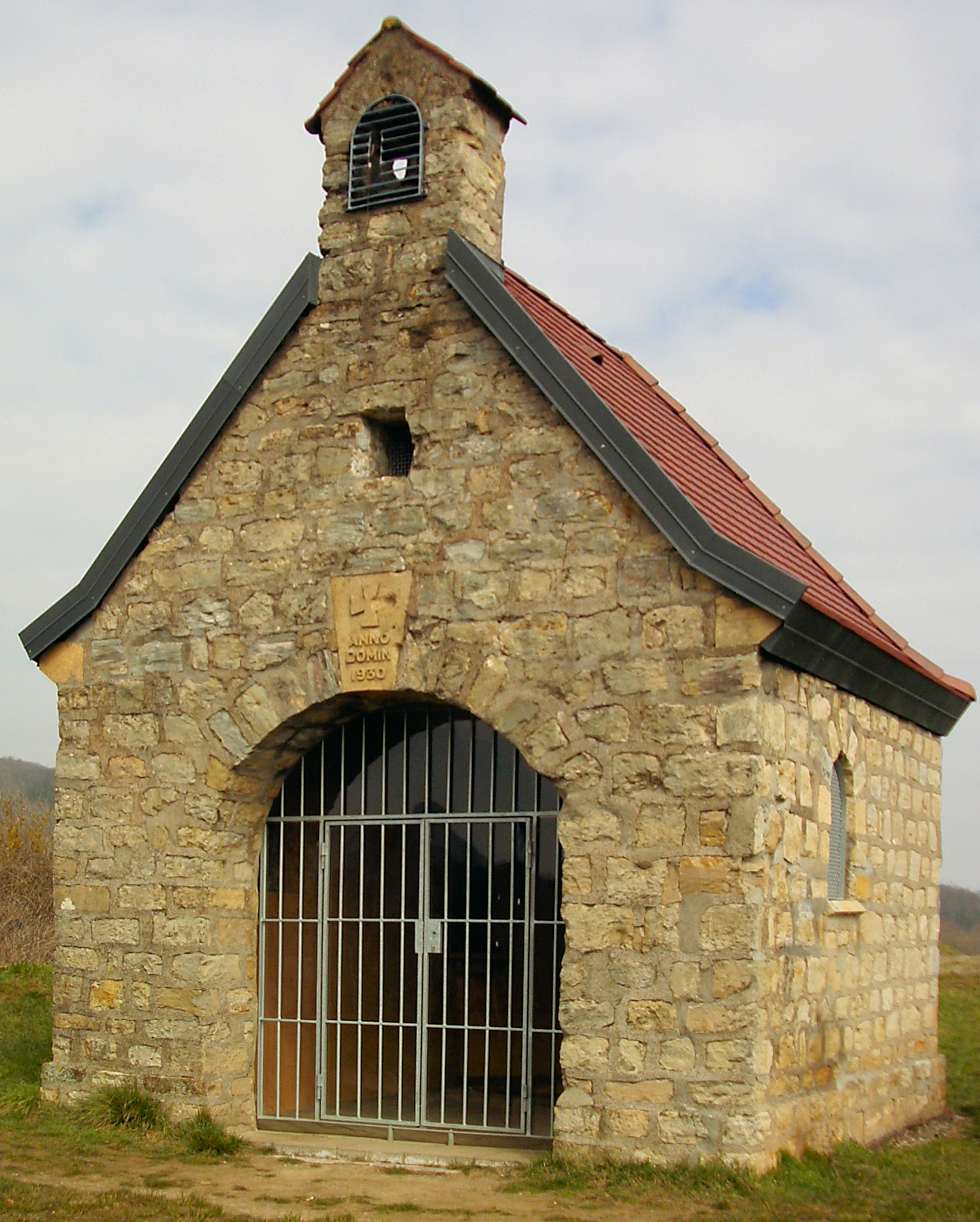
Kapelle St. Morandus